# Ка Фузино (Римини)
Ка Фузино је насеље у Италији у округу Римини, региону Емилија-Ромања.
Према процени из 2011. у насељу је живело 549 становника. Насеље се налази на надморској висини од 288 м.